# 8:30 a.m.
8:30 a.m. es el sexto álbum de estudio del grupo español de rock Revólver, publicado por Warner Music en octubre de 2002. El álbum mantiene la temática habitual del grupo, con un sonido menos elaborado y más introspectivo en comparación con su antecesor, aunque supone un cambio en el modo de trabajar de Carlos Goñi, que a diferencia de anteriores trabajos, ejerció como productor musical.

## Historia
Tras la extensa gira de promoción de Sur, su anterior álbum de estudio, Carlos Goñi entró de nuevo en su estudio de grabación personal de La Eliana para comenzar a grabar un nuevo trabajo. Sin embargo, previo a la grabación, Goñi modificó sus pautas de trabajo, desarrollando una vida más familiar y componiendo durante las primeras horas de la mañana. Según comentó Goñi, el sonido intimista logrado en el álbum se debe «a los cambios de hábitos en mi vida. Ahora, a las ocho y media de la mañana ya estoy componiendo, de ahí el título del trabajo. A esas horas se ve todo más claro, se llega mejor al corazón de las cosas».
El resultado de la grabación fue un sonido más personal, contrapuesto a la sobreproducción de Sur, y con unas letras más elaboradas en las que mantuvo el compromiso de denuncia social en canciones como «Lo que Ana ve», una denuncia de la violencia de género, u «Odio», una queja genérica de temas como el maltrato de animales, la hipocresía y la violencia.
Además, 8:30 a.m. supone el primer trabajo discográfico de Revólver autoproducido por el propio Goñi, tras años de colaboración con el productor Mick Glossop. Según comentó Goñi: «Lo de producirlo yo mismo fue una idea que me venían proponiendo en mi compañía desde los dos últimos trabajos, y al final me he lanzado porque en estos diez años me ha interesado mucho la producción y he aprendido mucha técnica. Además, al grabarlo en tu propio estudio te permites tomarte mucho más tiempo, aunque hemos hecho turnos de catorce y quince horas durante seis días a la semana. Es como si hubiera probado la manera en que se grababa un disco hace 35 años».

## Recepción
8:30 a.m. fue publicado junto a un DVD adicional con seis temas en directo, el making of del álbum y el videoclip del primer sencillo, «Eso de saber». A nivel comercial, el álbum debutó en el puesto siete en la lista de discos más vendidos de España, elaborada por Promusicae, y se mantuvo en lista durante 18 semanas. Hasta la fecha, ha vendido más de 100 000 copias a nivel nacional.

## Lista de canciones
Todas las canciones escritas y compuestas por Carlos Goñi. 
| N.º | Título                                                                  | Duración |  |
| 1.  | «Lo que Ana ve»                                                         | 5:14     |  |
| 2.  | «Asustando al huracán»                                                  | 3:48     |  |
| 3.  | «Vidas»                                                                 | 5:24     |  |
| 4.  | «Gargantas y desfiladeros»                                              | 5:33     |  |
| 5.  | «Eso de saber»                                                          | 4:01     |  |
| 6.  | «Ay amor»                                                               | 5:14     |  |
| 7.  | «Deprimencia»                                                           | 5:14     |  |
| 8.  | «La flor más bella»                                                     | 4:35     |  |
| 9.  | «Petroleros»                                                            | 3:52     |  |
| 10. | «En un mundo de dos»                                                    | 4:36     |  |
| 11. | «Odio»                                                                  | 3:43     |  |
| 12. | «Dónde está el final» (Incluye «No disparen al pianista», pista oculta) | 5:10     |  |

| DVD |                                     |          |  |
| N.º | Título                              | Duración |  |
| 1.  | «Asustando al huracán» (En directo) |          |  |
| 2.  | «Eso de saber» (En directo)         |          |  |
| 3.  | «Ay amor» (En directo)              |          |  |
| 4.  | «Vidas» (En directo)                |          |  |
| 5.  | «Lo que Ana ve» (En directo)        |          |  |
| 6.  | «Dónde está el final» (En directo)  |          |  |
| 7.  | «Making of 8:30 a.m.»               |          |  |
| 8.  | «Eso de saber» (Videoclip)          |          |  |
| 9.  | «Galería de fotos»                  |          |  |

## Personal
- Carlos Goñi: voz, guitarras y armónica
- Ángel Celada: batería
- Pau Chafer: piano, Fender rhodes y coros
- Laurent Vernerey: bajo
- Josvi Muñoz: saxofón
- Lalo Jordá: órgano
- Pepe Canto: percusión
- Cuco Pérez: acordeón
- Cristina González: coros
- Arantxa Domínguez: coros
- David Herrington: trompeta

## Posición en listas
| País   | Semanas | Semanas | Semanas | Semanas | Semanas | Semanas | Semanas | Semanas | Semanas | Semanas | Semanas | Semanas | Semanas | Semanas | Semanas | Semanas | Semanas | Semanas | Ventas   | Certificación |
| País   | 1       | 2       | 3       | 4       | 5       | 6       | 7       | 8       | 9       | 10      | 11      | 12      | 13      | 14      | 15      | 16      | 17      | 18      | Ventas   | Certificación |
| ------ | ------- | ------- | ------- | ------- | ------- | ------- | ------- | ------- | ------- | ------- | ------- | ------- | ------- | ------- | ------- | ------- | ------- | ------- | -------- | ------------- |
| España | 7       | 15      | 21      | 23      | 26      | 33      | 37      | 40      | 45      | 50      | 31      | 28      | 29      | 31      | 27      | 29      | 28      | 44      | +100 000 |               |